# Tugra

Tugran för Sultan Mahmud II av Osmanska riket. Texten är Mahmud Khan son av Abdülhamid den ständigt segerrike. Utskriven:
– محمود خان بن عبدالحميد مظفر دائماً

Tugra (Dugra, Dogra, Thogra; av persiska tugra, "kungasignet") var den regerande sultanens namnchiffer på mynt, över portar till offentliga byggnader, överst på officiella handlingar, fermaner, diplom och så vidare. 
Tugran i Osmanska riket hade följande på arabiska avfattade lydelse: "Sultan N.N., son av Sultan N.N., den ständigt segerrike", och den yttre bokstavsformen anordnades så, att varje tugra, oberoende av de växlande namnen, alltid hade nästan samma identiska utseende för ögat. Enligt sägnen skall nämligen detta egendomliga utseende, som gör bokstäverna nästan oigenkännliga, ha uppkommit därav, att Murad I (1359-1389), som inte kunde skriva, doppade sina fem fingrar i bläck och tryckte dem på papperet, varefter detta av tryck blev tugrans fastställda yttre form. 